# Ямской сельский округ (Можайский район)
Ямской сельский округ — упразднённая административно-территориальная единица, существовавшая на территории Можайского района Московской области в 1994—2006 годах.
Ямской сельсовет был образован в первые годы советской власти. По данным 1919 года он входил в состав Кукаринской волости Можайского уезда Московской губернии.
В 1927 году из Ямского с/с был выделен Язевский с/с.
В 1926 году Ямской с/с включал деревни Колычёво, Ходыри и Ямская Слобода, а также кирпичный завод и допризывной пункт.
В 1929 году Ямской сельсовет вошёл в состав Можайского района Московского округа Московской области.
14 июня 1954 года к Ямскому с/с был присоединён Новосуринский сельсовет.
22 июня 1954 года из Сивковского с/с в Ямской были переданы селения Большие Парфёнки, Занино и Малые Парфёнки.
31 июля 1962 года из Ямского с/с в Ваулинский были переданы селения Большие Парфёнки, Занино и Малые Парфёнки.
1 февраля 1963 года Можайский район был упразднён и Ямской с/с вошёл в Можайский сельский район. 11 января 1965 года Ямской с/с был возвращён в восстановленный Можайский район.
4 апреля 1973 года из Ваулинского с/с в Ямской были переданы селения Алексеенки, Аксентьево, Артёмки, Большие Парфёнки, Ельня, Знаменки, Клемятино, Кромино, Малые Парфёнки, Михайловское, Починки, Рогачёво, Сивково, Утицы, Фомино, Чебуново и Юдинки. Одновременно из Ямского с/с в Борисовский было передано селение Язёво.
3 февраля 1994 года Ямской с/с был преобразован в Ямской сельский округ.
9 августа 2004 года в Ямском с/о деревня Колычёво была присоединена к посёлку Колычёво.
В ходе муниципальной реформы 2004—2005 годов Ямской сельский округ прекратил своё существование как муниципальная единица. При этом его населённые пункты были переданы частью в городское поселение Можайск, а частью в сельское поселение Борисовское.
29 ноября 2006 года Ямской сельский округ исключён из учётных данных административно-территориальных и территориальных единиц Московской области.